# Atelopus nahumae
Atelopus nahumae es una especie de anfibio anuro de la familia Bufonidae.
Es endémica de Colombia, más concretamente de la zona del Parque nacional natural Sierra Nevada de Santa Marta.
Su hábitat natural son los bosques submontanos de los Andes entre los 1 900 y los 2 800 metros de altitud.
La principal razón por la que está amenazada de extinción es por la quitridiomicosis. También sufre el impacto de la pérdida y contaminación de su hábitat natural.